# En la hierba alta (película)
En la hierba alta (título original: In the Tall Grass) es una película de terror de 2019 dirigida por Vincenzo Natali. Se basa en la novela homónima de Stephen King y Joe Hill, publicada en 2012.

## Sinopsis
Después de escuchar el grito de auxilio de un niño, dos hermanos se aventuran en un vasto campo de hierba alta en Kansas, donde pronto descubrirán que no hay escapatoria.

## Elenco
- Patrick Wilson como Ross Humboldt.
- Harrison Gilbertson como Travis McKean.
- Rachel Wilson como Natalie Humboldt.
- Laysla De Oliveira como Becky DeMuth.
- Will Buie Jr como Tobin Humbolt.
- Avery Whitted como Cal Demuth.[2]

## Producción

### Desarrollo
El 7 de mayo de 2018, se anunció que Netflix estaba produciendo una nueva adaptación de la historia corta de Stephen King y Joe Hill, In the Tall Grass. Sería escrita y dirigida por Vincenzo Natali y producida por Steve Hoban, Jimmy Miller y M. Riley.

### Casting
Junto con el anuncio de producción inicial, se confirmó que James Marsden estaba en negociaciones para el papel principal de la película. El 7 de agosto de 2018, se anunció que Marsden se había retirado de la película debido a conflictos de agenda y había sido reemplazado por Patrick Wilson. Adicionalmente, se anunció que Laysla De Oliveira, Harrison Gilbertson, Avery Whitted, Rachel Wilson, y Will Buie Jr. se habían unido al reparto.

### Rodaje
El rodaje comenzó el 30 de julio de 2018 y duró hasta el 14 de septiembre en Toronto, Canadá. El 24 de julio de ese año, se informó que se había construido un conjunto de iglesias en ruinas para la película en un camino rural en Perth South, Ontario. El 20 de septiembre, el rodaje tuvo lugar fuera de una bolera en Elmira, Ontario.

## Estreno
Tuvo su estreno mundial en el Fantastic Fest el 20 de septiembre de 2019. Desde el 4 de octubre, la película está disponible en la plataforma Netflix.

## Recepción
En Metacritic, la película tiene un puntaje de 46/100, con críticas mixtas. Por otro lado, en Rotten Tomatoes la película tiene una calificación de aprobación del 38 %, basada en casi 60 reseñas, con una calificación promedio de 5.25/10.